# Filippo Federici
Filippo Federici (Ancona, 26 dicembre 2000) è un pallavolista italiano, libero del Modena.

## Carriera

### Club
La carriera di Filippo Federici inizia nella stagione 2013-14 nel Game, in Serie C, mentre nella stagione successiva entra a far parte della formazione federale del Club Italia, con cui disputa il campionato di Serie B2, in seconda squadra: dall'annata 2015-16 ottiene anche qualche convocazione in prima squadra, in Serie A2, dove entra stabilmente dall'annata 2017-18.
Nella stagione 2019-20 viene ingaggiato dal Milano, in Superlega, dove resta per quattro annate, aggiudicandosi la Coppa CEV 2021-22. Per il campionato 2023-24 veste la maglia del Modena, sempre nella massima divisione italiana.

### Nazionale
Fa parte della nazionale italiana under 19 nel periodo compreso tra il 2015 e il 2017, vincendo la medaglia d'argento al campionato europeo 2017 e quella d'oro al XIV Festival olimpico estivo della gioventù europea. Nel 2018 è nella nazionale under 20 e nel 2019 in quella Under-21, con cui conquista l'argento al campionato mondiale.
Nel 2021 ottiene le prime convocazioni nella nazionale maggiore; nel 2022 si aggiudica il bronzo ai XIX Giochi del Mediterraneo.

## Palmarès

### Club
- Coppa CEV: 1

2021-22

### Nazionale (competizioni minori)
- Campionato europeo Under-19 2017
- Festival olimpico estivo della gioventù europea 2017
- Campionato mondiale Under-21 2019
- Giochi del Mediterraneo 2022